# Segunda Categoría de Zamora Chinchipe 2021
El Campeonato Provincial de Segunda Categoría de Zamora Chinchipe 2021 fue un torneo de fútbol en Ecuador en el cual compitieron equipos de la provincia de Zamora Chinchipe. El torneo fue organizado por Asociación de Fútbol Profesional de Zamora Chinchipe (AFPZCH) y avalado por la Federación Ecuatoriana de Fútbol. El torneo empezó el 10 de julio y finalizó el 14 de agosto. Participaron 4 clubes de fútbol y entregó dos cupos a los play-offs del Ascenso Nacional 2021 por el ascenso a la Serie B, además el campeón provincial clasificó a la primera fase de la Copa Ecuador 2022.

## Sistema de campeonato
El sistema determinado por la Asociación de Fútbol Profesional de Zamora Chinchipe fue el siguiente:
- Se jugó una etapa única con los cuatro equipos establecidos, fue todos contra todos ida y vuelta (6 fechas), al final el equipo que terminó en primer lugar clasificó a los play-offs del Ascenso Nacional 2021 como campeón provincial y el que terminó en segundo lugar clasificó como subcampeón provincial.[4][5]

## Ascenso
En un inicio el Charapanos Fútbol Club de la ciudad de Zumba del cantón Chinchipe se coronó campeón del Campeonato de Ascenso de Zamora Chinchipe 2020-21 y obtuvo el derecho a jugar el torneo provincial de Segunda Categoría 2021, sin embargo no completó a tiempo el proceso de registro y quedó excluido del campeonato a la espera de que pueda integrarse en futuras ediciones.

## Equipos participantes
| Equipos participantes               | Equipos participantes | Equipos participantes           |
| ----------------------------------- | --------------------- | ------------------------------- |
|                                     |                       |                                 |
| Equipo                              | Ciudad                | Estadio                         |
| Club Deportivo Ciudad de Yantzaza   | Yantzaza              | Estadio Municipal de Yantzaza   |
| Club Deportivo Primero de Mayo      | Yantzaza              | Estadio Municipal de Yantzaza   |
| Los Ángeles de San Vicente de Caney | Yantzaza (Chicaña)    | Estadio Municipal de Yantzaza   |
| Club Deportivo Ciudad de Zamora     | Zamora (Cumbaratza)   | Estadio Municipal de Cumbaratza |

## Equipos por cantón
| Cantón   | N.º | Equipos                                                             |
| -------- | --- | ------------------------------------------------------------------- |
| Yantzaza | 3   | - Ciudad de Yantzaza - Primero de Mayo - Los Ángeles de SV de Caney |
| Zamora   | 1   | - Ciudad de Zamora                                                  |

## Clasificación
| Pos. | Equipo                     | Pts. | PJ | G | E | P | GF | GC | Dif. |  |
| ---- | -------------------------- | ---- | -- | - | - | - | -- | -- | ---- |  |
| 1    | Primero de Mayo            | 14   | 6  | 4 | 2 | 0 | 12 | 7  | +5   |  |
| 2    | Ciudad de Zamora           | 11   | 6  | 3 | 2 | 1 | 17 | 5  | +12  |  |
| 3    | Los Ángeles de SV de Caney | 3    | 5  | 1 | 0 | 4 | 7  | 16 | −9   |  |
| 4    | Ciudad de Yantzaza         | 2    | 5  | 0 | 2 | 3 | 5  | 13 | −8   |  |

 Fuente: Aso Zamora Chinchipe
Criterios de clasificación: 1) Puntos; 2) Diferencia de goles; 3) Goles marcados
|  | Campeón. Clasificado a los play-offs de Segunda Categoría 2021.    |
|  | Subcampeón. Clasificado a los play-offs de Segunda Categoría 2021. |

## Evolución de la clasificación
| Equipo / Jornada           | 01 | 02 | 03 | 04 | 05 | 06 |
| -------------------------- | -- | -- | -- | -- | -- | -- |
| Primero de Mayo            | 2  | 1  | 1  | 1  | 1  | 1  |
| Ciudad de Zamora           | 4  | 2  | 2  | 2  | 2  | 2  |
| Los Ángeles de SV de Caney | 1  | 3  | 3  | 3  | 3  | 3  |
| Ciudad de Yantzaza         | 3  | 4  | 4  | 4  | 4  | 4  |

## Resultados
- Los horarios corresponden al huso horario de Ecuador: (UTC-5).

### Primera vuelta
| Los Ángeles de SV de Caney | 2 - 1 | Ciudad de Yantzaza | Municipal de Yantzaza | 10 de julio | 15:00 |
| Primero de Mayo            | 1 - 0 | Ciudad de Zamora   | Municipal de Yantzaza | 11 de julio | 15:00 |

| Ciudad de Yantzaza         | 2 - 3 | Primero de Mayo  | Municipal de Yantzaza | 17 de julio | 15:00 |
| Los Ángeles de SV de Caney | 1 - 6 | Ciudad de Zamora | Municipal de Yantzaza | 18 de julio | 15:00 |

| Primero de Mayo  | 3 - 1 | Los Ángeles de SV de Caney | Municipal de Yantzaza   | 24 de julio | 15:00 |
| Ciudad de Zamora | 0 - 0 | Ciudad de Yantzaza         | Municipal de Cumbaratza | 25 de julio | 15:00 |

### Segunda vuelta
| Ciudad de Yantzaza         | 0 - 6 | Ciudad de Zamora | Municipal de Yantzaza | 31 de julio | 15:00 |
| Los Ángeles de SV de Caney | 1 - 2 | Primero de Mayo  | Municipal de Yantzaza | 1 de agosto | 15:00 |

| Ciudad de Zamora | 4 - 2 | Los Ángeles de SV de Caney | Municipal de Yantzaza | 7 de agosto | 15:00 |
| Primero de Mayo  | 2 - 2 | Ciudad de Yantzaza         | Municipal de Yantzaza | 8 de agosto | 15:00 |

| Ciudad de Zamora   | 1 - 1 | Primero de Mayo            | Municipal de Yantzaza | 14 de agosto   | 15:00          |
| Ciudad de Yantzaza | -     | Los Ángeles de SV de Caney | No se programó        | No se programó | No se programó |

### Tabla de resultados cruzados
| Local \ Visitante          | CDY | PRI | ANG | ZAM |
| -------------------------- | --- | --- | --- | --- |
| Ciudad de Yantzaza         | —   | 2–3 | —   | 0–6 |
| Primero de Mayo            | 2–2 | —   | 3–1 | 1–0 |
| Los Ángeles de SV de Caney | 2–1 | 1–2 | —   | 1–6 |
| Ciudad de Zamora           | 0–0 | 1–1 | 4–2 | —   |

### Campeón
| |
| Club Primero de Mayo 2.° título Clasificado a los play-offs de la Segunda Categoría 2021 y a la Copa Ecuador 2022. |
| También clasificó el Club Ciudad de Zamora como subcampeón.                                                        |

## Goleadores
| Pos. | Jugador          | Equipo           | Goles |
| ---- | ---------------- | ---------------- | ----- |
| 1    | Germán Meza      | Ciudad de Zamora | 11    |
| 2    | Félix Chaverra   | Primero de Mayo  | 4     |
| 3    | Carlos Orejuela  | Primero de Mayo  | 4     |
| 4    | Diego Sevillano  | Primero de Mayo  | 3     |
| 5    | Elías Apolinario | Ciudad de Zamora | 3     |